# Myriopholis albiventer
Myriopholis albiventer är en kräldjursart som beskrevs av  Jakob Hallermann och Rödel 1995. Myriopholis albiventer ingår i släktet Myriopholis och familjen Leptotyphlopidae. Inga underarter finns listade i Catalogue of Life.
Arten förekommer i västra Afrika. Honor lägger ägg. Utbredningsområdet sträcker sig från Senegal till Burkina Faso och Elfenbenskusten. Arten lever i låglandet och i kulliga områden upp till 300 meter över havet. Den vistas i skogar och savanner. Individerna gräver i marken. De har små ryggradslösa djur som föda.
För beståndet är inga hot kända. Hela populationen anses vara stabil. IUCN listar arten som livskraftig (LC).